# Indicele democrației
| Democrații depline 9.00–10.00 8.00–8.99 | Democrații viciate 7.00–7.99 6.00–6.99 | Regimuri hibride 5.00–5.99 4.00–4.99 | Regimuri autoritare 3.00–3.99 2.00–2.99 1.00–1.99 0.00–0.99 | Neevaluate |

Harta indicelui democrației din 2024
Democrații depline
9.00–10.00
8.00–8.99
Democrații viciate
7.00–7.99
6.00–6.99
Regimuri hibride
5.00–5.99
4.00–4.99
Regimuri autoritare
3.00–3.99
2.00–2.99
1.00–1.99
0.00–0.99
Neevaluate

Indicele democrației publicat de Grupul Economist este un studiu al stării democrației în lume. Metodologia este elaborată de Economist Intelligence Unit⁠(d), membră a grupului care publică și revista The Economist, și se concentrează pe cinci categorii generale: alegeri libere și corecte, libertăți civile, funcționarea guvernului, participare politică și cultură politică. Se folosesc 60 de indicatori grupați în 5 categorii, iar țările sunt clasificate în 4 grupuri: democrațiile depline, democrațiile viciate, regimurile hibride și regimurile autoritare.
Studiul se efectuează începând cu 2006. Până în 2010 s-a efectuat o dată la doi ani, iar de atunci se efectuează anual. Acoperă 167 de țări, din care 165 sunt suverane, și 164 sunt membre ONU.

## Metodologie
După cum descrie raportul, Indicele democrației produce o medie ponderată⁠(d) pe baza răspunsurilor la 60 de întrebări, sau indicatori, fiecare cu două sau trei răspunsuri permise. Cele mai multe răspunsuri sunt evaluări ale experților. Unele răspunsuri sunt furnizate de sondaje de opinie publică din țările respective. În cazul țărilor pentru care lipsesc sondajele, se folosesc rezultatele sondajelor efectuate în alte țări similare și evaluări ale experților pentru a completa spațiul.
Întrebările se grupează în cinci categorii:
- procesul electoral și pluralismul⁠(d) (12 indicatori)
- funcționarea guvernului (14 indicatori)
- Participarea cetățenească⁠(d) (9 indicatori)
- cultura politică (8 indicatori)
- libertățile cetățenești⁠(d) (17 indicatori)

Fiecare răspuns este convertit într-un scor de 0 sau 1, sau (pentru întrebările cu trei răspunsuri, 0, 0,5 sau 1). Cu excepțiile menționate mai jos, în cadrul fiecărei categorii, scorurile se adună, se înmulțesc cu 10 și apoi se împart la numărul total de întrebări din categorie. Există câteva dependențe care generează modificări, explicate mult mai precis decât procedurile de pe regula principală. În câteva cazuri, un răspuns de zero la una din întrebări anulează o altă întrebare; de exemplu, dacă la alegerile pentru legislativul național și șeful guvernului sunt considerate libere (întrebarea 1), se răspunde cu zero, apoi la întrebarea următoare, „Alegerile sunt... libere?”, se pune automat tot zero. La fel, câteva întrebări sunt atât de importante încât scorul mic acordat la ele implică o penalitate asupra scorului total din respectiva categorie, anume:
1. „Dacă alegerile naționale sunt libere și corecte”;
2. „Siguranța alegătorilor”;
3. „Influența puterilor străine asupra guvernării”;
4. „Capacitatea funcționarilor publici⁠(d) de a implementa politicile”.

Indicilor celor cinci categroii, listați în raport, li se face apoi o medie pentru a găsi scorul de ansamblu al unei țări. În cele din urmă, scorul, rotunjit⁠(d) la două zecimale, decide clasificarea tipului de regim din țara respectivă.
Raportul discută și alți indici ai democrației, după cum sunt definiți, de exemplu, de Freedom House, și argumentează unele dintre alegerile făcute de echipa de la Economist Intelligence Unit⁠(d). În această comparație, se pune mai mult accent pe opinia publică și atitudinile publicului, măsurate de sondaje⁠(d), dar, pe de altă parte, nivelul de trai și standardele economice nu sunt luate în calcul drept criteriu al democrației (după cum au făcut alți cercetători).
Raportul este citat pe scară largă în presa internațională, precum și în revistele științifice și academice cu evaluare colegială.

## Clasificare
- Democrațiile depline sunt țări în care libertățile civile și libertățile politice fundamentale sunt nu doar respectate, ci impuse printr-o cultură politică favorabilă înfloririi principiilor democratice. Aceste țări au un sistem valid de mecanisme de control între ramurile guvernului, o justiție independentă ale cărei decizii se pun în aplicare, guverne care funcționează adecvat, și mass-media independente și diverse. Aceste țări au doar mici probleme în ce privește funcționarea democrației.[5]
- Democrațiile viciate⁠(d) sunt țări în care alegerile sunt corecte și libere, iar libertățile civile de bază sunt respectate, dar pot avea probleme (cum ar fi încălcarea libertății mass-media și manevre minore de suprimare a opoziției și criticilor politici). Aceste țări pot avea defecte importante în alte aspecte democratice, inclusiv o cultură politică subdezvoltată, nivel scăzut al participării cetățenilor la viața politică, și probleme de funcționare a guvernării.[5]
- Regimurile hibride⁠(d) sunt țările în care au loc regulat fraude electorale, care le împiedică să fie democrații corecte și libere. Aceste țări au de regulă guverne care pun presiune pe opoziția politică, justiție aservită, corupție pe scară largă, hărțuiri și presiuni asupra mass-media, stat de drept anemic, și defecte mai pronunțate decât democrațiile viciate în domeniul culturii politice subdezvoltate, un nivel foarte redus al participării cetățenilor la viața politică, și probleme serioase de funcționare a guvernării.[5]
- Regimurile autoritare sunt țările în care pluralismul politic este inexistent sau grav limitat. Aceste țări sunt adesea monarhii absolute⁠(d) sau dictaturi, pot avea unele instituții democratice convenționale, dar nesemnificative în guvernare, încălcările și abuzurile împotriva libertăților civile sunt frecvente, alegerile (dacă au loc) nu sunt nici libere, nici corecte (inclusiv alegeri de fațadă), mass-media este adesea deținută de stat sau controlată de grupuri asociate cu regimul de la putere, justiția nu este independentă, iar cenzura și suprimarea criticilor guvernului sunt comune.[5]

## Clasament în 2023
Clasamentul este disponibil pe site-ul oficial al The Economist.
| Poziție | Țară                               | Scor | Proces electoral și pluralism | Funcționarea guvernului | Participare politică | Cultură politică | Libertăți civile | Categorie          |
| ------- | ---------------------------------- | ---- | ----------------------------- | ----------------------- | -------------------- | ---------------- | ---------------- | ------------------ |
| 1       | Norvegia                           | 9,81 | 10,00                         | 9,64                    | 10,00                | 10,00            | 9,41             | Democrație deplină |
| 2       | Noua Zeelandă                      | 9,61 | 10,00                         | 9,29                    | 10,00                | 8,75             | 10,00            | Democrație deplină |
| 3       | Islanda                            | 9,45 | 10,00                         | 9,29                    | 8,89                 | 9,38             | 9,71             | Democrație deplină |
| 4       | Suedia                             | 9,39 | 9,58                          | 9,64                    | 8,33                 | 10,00            | 9,41             | Democrație deplină |
| 5       | Finlanda                           | 9,30 | 10,00                         | 9,64                    | 7,78                 | 9,38             | 9,71             | Democrație deplină |
| 6       | Danemarca                          | 9,28 | 10,00                         | 9,29                    | 8,33                 | 9,38             | 9,41             | Democrație deplină |
| 7       | Irlanda                            | 9,19 | 10,00                         | 8,21                    | 8,33                 | 10,00            | 9,41             | Democrație deplină |
| 8       | Elveția                            | 9,14 | 9,58                          | 9,29                    | 8,33                 | 9,38             | 9,12             | Democrație deplină |
| 9       | Țările de Jos                      | 9,00 | 9,58                          | 8,93                    | 8,33                 | 8,75             | 9,41             | Democrație deplină |
| 10      | Taiwan                             | 8,92 | 10,00                         | 9,29                    | 7,78                 | 8,13             | 9,41             | Democrație deplină |
| 11      | Luxemburg                          | 8,81 | 10,00                         | 8,93                    | 6,67                 | 8,75             | 9,71             | Democrație deplină |
| 12      | Germania                           | 8,80 | 9,58                          | 8,57                    | 8,33                 | 8,13             | 9,41             | Democrație deplină |
| 13      | Canada                             | 8,69 | 10,00                         | 8,21                    | 8,89                 | 7,50             | 8,82             | Democrație deplină |
| 14      | Australia                          | 8,66 | 10,00                         | 8,57                    | 7,22                 | 7,50             | 10,00            | Democrație deplină |
| 14      | Uruguay                            | 8,66 | 10,00                         | 8,93                    | 7,78                 | 6,88             | 9,71             | Democrație deplină |
| 16      | Japonia                            | 8,40 | 9,17                          | 8,93                    | 6,67                 | 8,13             | 9,12             | Democrație deplină |
| 17      | Costa Rica                         | 8,29 | 9,58                          | 7,50                    | 7,78                 | 6,88             | 9,71             | Democrație deplină |
| 18      | Austria                            | 8,28 | 9,58                          | 7,50                    | 8,89                 | 6,88             | 8,53             | Democrație deplină |
| 18      | Regatul Unit                       | 8,28 | 9,58                          | 7,50                    | 8,33                 | 6,88             | 9,12             | Democrație deplină |
| 20      | Grecia                             | 8,14 | 10,00                         | 7,14                    | 7,22                 | 7,50             | 8,82             | Democrație deplină |
| 20      | Mauritius                          | 8,14 | 9,17                          | 7,86                    | 6,11                 | 8,75             | 8,82             | Democrație deplină |
| 22      | Coreea de Sud                      | 8,09 | 9,58                          | 8,57                    | 7,22                 | 6,25             | 8,82             | Democrație deplină |
| 23      | Franța                             | 8,07 | 9,58                          | 7,86                    | 7,78                 | 6,88             | 8,24             | Democrație deplină |
| 23      | Spania                             | 8,07 | 9,58                          | 7,50                    | 7,22                 | 7,50             | 8,53             | Democrație deplină |
| Poziție | Țară                               | Scor | Proces electoral și pluralism | Funcționarea guvernului | Participare politică | Cultură politică | Libertăți civile | Categorie          |
| 25      | Chile                              | 7,98 | 9,58                          | 8,21                    | 6,11                 | 6,88             | 9,12             | Democrație viciată |
| 26      | Cehia                              | 7,97 | 9,58                          | 6,43                    | 7,22                 | 7,50             | 9,12             | Democrație viciată |
| 27      | Estonia                            | 7,96 | 9,58                          | 7,86                    | 6,67                 | 6,88             | 8,82             | Democrație viciată |
| 28      | Malta                              | 7,93 | 9,17                          | 7,14                    | 6,67                 | 8,13             | 8,53             | Democrație viciată |
| 29      | Statele Unite ale Americii         | 7,85 | 9,17                          | 6,43                    | 8,89                 | 6,25             | 8,53             | Democrație viciată |
| 30      | Israel                             | 7,80 | 9,58                          | 7,50                    | 9,44                 | 6,88             | 5,59             | Democrație viciată |
| 31      | Portugalia                         | 7,75 | 9,58                          | 6,79                    | 6,67                 | 6,88             | 8,82             | Democrație viciată |
| 31      | Slovenia                           | 7,75 | 9,58                          | 7,14                    | 7,22                 | 6,25             | 8,53             | Democrație viciată |
| 33      | Botswana                           | 7,73 | 9,17                          | 6,79                    | 6,67                 | 7,50             | 8,53             | Democrație viciată |
| 34      | Italia                             | 7,69 | 9,58                          | 6,79                    | 7,22                 | 7,50             | 7,35             | Democrație viciată |
| 35      | Capul Verde                        | 7,65 | 9,17                          | 7,00                    | 6,67                 | 6,88             | 8,53             | Democrație viciată |
| 36      | Belgia                             | 7,64 | 9,58                          | 8,21                    | 5,00                 | 6,88             | 8,53             | Democrație viciată |
| 37      | Cipru                              | 7,38 | 9,17                          | 5,36                    | 6,67                 | 6,88             | 8,82             | Democrație viciată |
| 37      | Letonia                            | 7,38 | 9,58                          | 6,43                    | 6,11                 | 6,25             | 8,53             | Democrație viciată |
| 39      | Lituania                           | 7,31 | 9,58                          | 6,43                    | 6,11                 | 5,63             | 8,82             | Democrație viciată |
| 40      | Malaysia                           | 7,29 | 9,58                          | 7,50                    | 7,22                 | 6,25             | 5,88             | Democrație viciată |
| 41      | India                              | 7,18 | 8,67                          | 7,86                    | 7,22                 | 6,25             | 5,88             | Democrație viciată |
| 41      | Polonia                            | 7,18 | 9,58                          | 6,07                    | 6,67                 | 6,25             | 7,35             | Democrație viciată |
| 43      | Trinidad-Tobago                    | 7,16 | 9,58                          | 7,14                    | 6,11                 | 5,63             | 7,35             | Democrație viciată |
| 44      | Slovacia                           | 7,07 | 9,58                          | 6,07                    | 5,56                 | 5,63             | 8,53             | Democrație viciată |
| 45      | Jamaica                            | 7,06 | 8,75                          | 6,79                    | 5,00                 | 6,25             | 8,53             | Democrație viciată |
| 45      | Timorul de Est                     | 7,06 | 9,58                          | 5,93                    | 5,56                 | 6,88             | 7,35             | Democrație viciată |
| 47      | Africa de Sud                      | 7,05 | 7,42                          | 7,14                    | 8,33                 | 5,00             | 7,35             | Democrație viciată |
| 48      | Panama                             | 6,91 | 9,58                          | 6,07                    | 7,22                 | 3,75             | 7,94             | Democrație viciată |
| 49      | Surinam                            | 6,88 | 9,58                          | 6,07                    | 6,11                 | 5,00             | 7,65             | Democrație viciată |
| Poziție | Țară                               | Scor | Proces electoral și pluralism | Funcționarea guvernului | Participare politică | Cultură politică | Libertăți civile | Categorie          |
| 50      | Ungaria                            | 6,72 | 8,75                          | 6,79                    | 4,44                 | 6,88             | 6,76             | Democrație viciată |
| 51      | Brazilia                           | 6,68 | 9,58                          | 5,36                    | 6,11                 | 5,00             | 7,35             | Democrație viciată |
| 52      | Muntenegru                         | 6,67 | 8,75                          | 7,14                    | 6,67                 | 3,75             | 7,06             | Democrație viciată |
| 53      | Filipine                           | 6,66 | 9,17                          | 4,64                    | 7,78                 | 4,38             | 7,35             | Democrație viciată |
| 54      | Argentina                          | 6,62 | 9,17                          | 5,00                    | 7,22                 | 3,75             | 7,94             | Democrație viciată |
| 55      | Columbia                           | 6,55 | 9,17                          | 6,07                    | 6,11                 | 3,75             | 7,65             | Democrație viciată |
| 56      | Indonezia                          | 6,53 | 7,92                          | 7,86                    | 7,22                 | 4,38             | 5,29             | Democrație viciată |
| 57      | Namibia                            | 6,52 | 7,00                          | 5,36                    | 6,67                 | 5,63             | 7,94             | Democrație viciată |
| 58      | Croația                            | 6,50 | 9,17                          | 6,07                    | 6,11                 | 4,38             | 6,76             | Democrație viciată |
| 59      | Mongolia                           | 6,48 | 8,75                          | 5,71                    | 6,11                 | 5,63             | 6,18             | Democrație viciată |
| 61      | Republica Dominicană               | 6,44 | 9,17                          | 5,36                    | 7,22                 | 3,13             | 7,35             | Democrație viciată |
| 62      | Bulgaria                           | 6,41 | 8,75                          | 5,71                    | 5,56                 | 4,38             | 7,65             | Democrație viciată |
| 63      | Thailanda                          | 6,35 | 7,00                          | 6,07                    | 7,78                 | 5,00             | 5,88             | Democrație viciată |
| 64      | Serbia                             | 6,33 | 7,83                          | 6,07                    | 6,67                 | 3,75             | 7,35             | Democrație viciată |
| 65      | Ghana                              | 6,30 | 8,33                          | 5,00                    | 6,67                 | 5,63             | 5,88             | Democrație viciată |
| 66      | Albania                            | 6,28 | 7,00                          | 6,07                    | 5,00                 | 6,25             | 7,06             | Democrație viciată |
| 67      | Guyana                             | 6,26 | 7,33                          | 6,07                    | 6,11                 | 5,00             | 6,76             | Democrație viciată |
| 68      | Republica Moldova                  | 6,23 | 7,42                          | 5,36                    | 7,22                 | 4,38             | 6,76             | Democrație viciată |
| 69      | Singapore                          | 6,18 | 5,33                          | 7,14                    | 4,44                 | 7,50             | 6,47             | Democrație viciată |
| 70      | Sri Lanka                          | 6,17 | 6,58                          | 4,64                    | 7,22                 | 6,25             | 6,18             | Democrație viciată |
| 71      | Lesotho                            | 6,06 | 9,17                          | 3,79                    | 5,56                 | 5,63             | 6,18             | Democrație viciată |
| 72      | Macedonia de Nord                  | 6,03 | 7,83                          | 5,71                    | 6,11                 | 3,13             | 7,35             | Democrație viciată |
| 72      | Papua Noua Guinee                  | 6,03 | 6,92                          | 6,07                    | 3,89                 | 5,63             | 7,65             | Democrație viciată |
| 74      | Paraguay                           | 6,00 | 8,75                          | 5,36                    | 6,67                 | 1,88             | 7,35             | Democrație viciată |
| Poziție | Țară                               | Scor | Proces electoral și pluralism | Funcționarea guvernului | Participare politică | Cultură politică | Libertăți civile | Categorie          |
| 75      | Bangladesh                         | 5,87 | 7,42                          | 6,07                    | 5,56                 | 5,63             | 4,71             | Regim hibrid       |
| 76      | Malawi                             | 5,85 | 7,00                          | 4,29                    | 5,56                 | 6,25             | 6,18             | Regim hibrid       |
| 77      | Peru                               | 5,81 | 8,75                          | 5,71                    | 5,00                 | 3,13             | 6,47             | Regim hibrid       |
| 78      | Zambia                             | 5,80 | 7,92                          | 3,64                    | 5,00                 | 6,88             | 5,59             | Regim hibrid       |
| 79      | Liberia                            | 5,57 | 7,83                          | 2,71                    | 6,11                 | 5,63             | 5,59             | Regim hibrid       |
| 80      | Fiji                               | 5,55 | 6,58                          | 5,00                    | 5,56                 | 5,63             | 5,00             | Regim hibrid       |
| 81      | Bhutan                             | 5,54 | 8,75                          | 5,93                    | 3,33                 | 5,00             | 4,71             | Regim hibrid       |
| 82      | Tunisia                            | 5,51 | 6,17                          | 4,64                    | 6,11                 | 5,63             | 5,00             | Regim hibrid       |
| 83      | Senegal                            | 5,48 | 6,58                          | 5,71                    | 3,89                 | 5,63             | 5,59             | Regim hibrid       |
| 84      | Armenia                            | 5,42 | 7,92                          | 4,64                    | 6,11                 | 3,13             | 5,29             | Regim hibrid       |
| 85      | Ecuador                            | 5,41 | 8,75                          | 5,00                    | 5,56                 | 1,88             | 5,88             | Regim hibrid       |
| 86      | Tanzania                           | 5,35 | 4,83                          | 5,36                    | 5,00                 | 6,88             | 4,71             | Regim hibrid       |
| 87      | Madagascar                         | 5,26 | 6,58                          | 3,57                    | 6,11                 | 5,63             | 4,41             | Regim hibrid       |
| 88      | Hong Kong, China                   | 5,24 | 2,75                          | 3,64                    | 5,00                 | 6,88             | 7,94             | Regim hibrid       |
| 89      | Georgia                            | 5,20 | 7,00                          | 3,57                    | 6,11                 | 3,75             | 5,59             | Regim hibrid       |
| 90      | Mexic                              | 5,14 | 6,92                          | 4,64                    | 6,67                 | 1,88             | 5,59             | Regim hibrid       |
| 91      | România                            | 5,06 | 5,59                          | 3,10                    | 5,00                 | 3,75             | 7,35             | Regim hibrid       |
| 91      | Ucraina                            | 5,06 | 5,58                          | 3,07                    | 7,22                 | 5,00             | 4,41             | Regim hibrid       |
| 92      | Kenya                              | 5,05 | 3,50                          | 5,36                    | 6,67                 | 5,63             | 4,12             | Regim hibrid       |
| 93      | Maroc                              | 5,04 | 5,25                          | 4,64                    | 5,56                 | 5,63             | 4,12             | Regim hibrid       |
| 94      | Bosnia și Herțegovina              | 5,00 | 7,00                          | 4,00                    | 5,00                 | 3,13             | 5,88             | Regim hibrid       |
| 95      | Honduras                           | 4,98 | 8,75                          | 3,93                    | 4,44                 | 2,50             | 5,29             | Regim hibrid       |
| Poziție | Țară                               | Scor | Proces electoral și pluralism | Funcționarea guvernului | Participare politică | Cultură politică | Libertăți civile | Categorie          |
| 96      | El Salvador                        | 4,71 | 6,67                          | 3,21                    | 5,56                 | 3,13             | 5,00             | Regim hibrid       |
| 97      | Benin                              | 4,68 | 2,58                          | 5,71                    | 4,44                 | 6,25             | 4,41             | Regim hibrid       |
| 98      | Nepal                              | 4,60 | 4,83                          | 5,36                    | 5,00                 | 2,50             | 5,29             | Regim hibrid       |
| 99      | Uganda                             | 4,49 | 3,42                          | 3,57                    | 3,89                 | 6,88             | 4,71             | Regim hibrid       |
| 100     | Gambia                             | 4,47 | 4,42                          | 4,29                    | 3,89                 | 5,63             | 4,12             | Regim hibrid       |
| 100     | Guatemala                          | 4,47 | 5,67                          | 3,93                    | 5,00                 | 1,88             | 5,88             | Regim hibrid       |
| 102     | Turcia                             | 4,33 | 3,50                          | 5,00                    | 6,11                 | 5,00             | 2,06             | Regim hibrid       |
| 103     | Sierra Leone                       | 4,32 | 4,83                          | 2,86                    | 3,89                 | 5,00             | 5,00             | Regim hibrid       |
| 104     | Nigeria                            | 4,23 | 5,17                          | 3,93                    | 3,89                 | 3,75             | 4,41             | Regim hibrid       |
| 105     | Coasta de Fildeș                   | 4,22 | 4,33                          | 2,86                    | 4,44                 | 5,63             | 3,82             | Regim hibrid       |
| 106     | Bolivia                            | 4,20 | 4,33                          | 4,29                    | 5,56                 | 1,25             | 5,59             | Regim hibrid       |
| 107     | Angola                             | 4,18 | 4,50                          | 3,21                    | 5,56                 | 5,00             | 2,65             | Regim hibrid       |
| 108     | Mauritania                         | 4,14 | 3,50                          | 3,57                    | 6,11                 | 3,13             | 4,41             | Regim hibrid       |
| Poziție | Țară                               | Scor | Proces electoral și pluralism | Funcționarea guvernului | Participare politică | Cultură politică | Libertăți civile | Categorie          |
| 109     | Kârgâzstan                         | 3,70 | 4,33                          | 1,86                    | 3,89                 | 3,13             | 5,29             | Regim autoritar    |
| 110     | Algeria                            | 3,66 | 3,08                          | 2,50                    | 3,89                 | 5,00             | 3,82             | Regim autoritar    |
| 111     | Qatar                              | 3,65 | 1,50                          | 4,29                    | 3,33                 | 5,63             | 3,53             | Regim autoritar    |
| 112     | Liban                              | 3,56 | 3,08                          | 0,79                    | 6,67                 | 3,13             | 4,12             | Regim autoritar    |
| 113     | Mozambic                           | 3,51 | 2,58                          | 1,43                    | 5,00                 | 5,00             | 3,53             | Regim autoritar    |
| 114     | Kuwait                             | 3,50 | 3,17                          | 3,93                    | 2,78                 | 4,38             | 3,24             | Regim autoritar    |
| 115     | Autoritatea Națională Palestiniană | 3,47 | 1,58                          | 0,14                    | 8,33                 | 3,75             | 3,53             | Regim autoritar    |
| 116     | Etiopia                            | 3,37 | 0,42                          | 3,21                    | 6,11                 | 5,63             | 1,47             | Regim autoritar    |
| 117     | Rwanda                             | 3,30 | 1,42                          | 4,64                    | 2,78                 | 5,00             | 2,65             | Regim autoritar    |
| 118     | Pakistan                           | 3,25 | 2,58                          | 4,29                    | 2,78                 | 2,50             | 4,12             | Regim autoritar    |
| 119     | Oman                               | 3,12 | 0,08                          | 3,93                    | 2,78                 | 5,00             | 3,82             | Regim autoritar    |
| 120     | Kazahstan                          | 3,08 | 0,50                          | 3,21                    | 5,00                 | 3,75             | 2,94             | Regim autoritar    |
| 121     | Cambodia                           | 3,05 | 0,00                          | 3,21                    | 5,00                 | 5,00             | 2,06             | Regim autoritar    |
| 122     | Comore                             | 3,04 | 1,25                          | 2,21                    | 4,44                 | 3,75             | 3,53             | Regim autoritar    |
| 122     | Iordania                           | 3,04 | 2,67                          | 3,21                    | 3,89                 | 2,50             | 2,94             | Regim autoritar    |
| 122     | Zimbabwe                           | 3,04 | 0,00                          | 2,50                    | 4,44                 | 5,00             | 3,24             | Regim autoritar    |
| 125     | Emiratele Arabe Unite              | 3,01 | 0,00                          | 4,29                    | 2,78                 | 5,63             | 2,35             | Regim autoritar    |
| 126     | Togo                               | 2,99 | 0,92                          | 2,14                    | 3,33                 | 5,63             | 2,94             | Regim autoritar    |
| 127     | Egipt                              | 2,93 | 1,33                          | 3,21                    | 3,33                 | 5,00             | 1,76             | Regim autoritar    |
| 128     | Irak                               | 2,88 | 5,25                          | 0,00                    | 6,11                 | 1,88             | 1,18             | Regim autoritar    |
| 129     | Haiti                              | 2,81 | 0,00                          | 0,00                    | 2,78                 | 6,25             | 5,00             | Regim autoritar    |
| 130     | Azerbaidjan                        | 2,80 | 0,50                          | 2,50                    | 3,33                 | 5,00             | 2,65             | Regim autoritar    |
| 131     | Republica Congo                    | 2,79 | 0,00                          | 2,50                    | 4,44                 | 3,75             | 3,24             | Regim autoritar    |
| 132     | Eswatini                           | 2,78 | 0,92                          | 1,64                    | 2,78                 | 5,63             | 2,94             | Regim autoritar    |
| 133     | Burkina Faso                       | 2,73 | 0,00                          | 2,50                    | 3,89                 | 3,75             | 3,53             | Regim autoritar    |
| 134     | Djibouti                           | 2,70 | 0,00                          | 1,64                    | 3,89                 | 5,63             | 2,35             | Regim autoritar    |
| 135     | Cuba                               | 2,65 | 0,00                          | 3,21                    | 3,33                 | 3,75             | 2,94             | Regim autoritar    |
| 136     | Vietnam                            | 2,62 | 0,00                          | 3,93                    | 2,78                 | 3,75             | 2,65             | Regim autoritar    |
| 137     | Mali                               | 2,58 | 0,00                          | 0,00                    | 5,00                 | 4,38             | 3,53             | Regim autoritar    |
| 138     | Camerun                            | 2,56 | 0,33                          | 2,14                    | 3,89                 | 4,38             | 2,06             | Regim autoritar    |
| 139     | Bahrain                            | 2,52 | 0,42                          | 2,71                    | 3,33                 | 4,38             | 1,76             | Regim autoritar    |
| 140     | Guineea-Bissau                     | 2,45 | 4,00                          | 0,00                    | 2,78                 | 3,13             | 2,35             | Regim autoritar    |
| 141     | Niger                              | 2,37 | 0,33                          | 1,14                    | 2,22                 | 3,75             | 4,41             | Regim autoritar    |
| 142     | Venezuela                          | 2,31 | 0,00                          | 1,07                    | 5,00                 | 3,13             | 2,35             | Regim autoritar    |
| 143     | Nicaragua                          | 2,26 | 0,00                          | 2,14                    | 2,78                 | 3,75             | 2,65             | Regim autoritar    |
| Poziție | Țară                               | Scor | Proces electoral și pluralism | Funcționarea guvernului | Participare politică | Cultură politică | Libertăți civile | Categorie          |
| 144     | Rusia                              | 2,22 | 0,92                          | 2,14                    | 2,22                 | 3,75             | 2,06             | Regim autoritar    |
| 145     | Guineea                            | 2,21 | 0,83                          | 0,43                    | 3,33                 | 4,38             | 2,06             | Regim autoritar    |
| 146     | Gabon                              | 2,18 | 0,83                          | 1,14                    | 2,22                 | 3,75             | 2,94             | Regim autoritar    |
| 147     | Burundi                            | 2,13 | 0,00                          | 0,00                    | 3,89                 | 5,00             | 1,76             | Regim autoritar    |
| 148     | China                              | 2,12 | 0,00                          | 3,57                    | 3,33                 | 3,13             | 0,59             | Regim autoritar    |
| 148     | Uzbekistan                         | 2,12 | 0,08                          | 1,86                    | 2,78                 | 5,00             | 0,88             | Regim autoritar    |
| 150     | Arabia Saudită                     | 2,08 | 0,00                          | 3,57                    | 2,22                 | 3,13             | 1,47             | Regim autoritar    |
| 151     | Belarus                            | 1,99 | 0,00                          | 0,79                    | 3,33                 | 4,38             | 1,47             | Regim autoritar    |
| 152     | Eritreea                           | 1,97 | 0,00                          | 2,14                    | 0,56                 | 6,88             | 0,29             | Regim autoritar    |
| 153     | Iran                               | 1,96 | 0,00                          | 2,50                    | 3,33                 | 2,50             | 1,47             | Regim autoritar    |
| 154     | Yemen                              | 1,95 | 0,00                          | 0,00                    | 3,89                 | 5,00             | 0,88             | Regim autoritar    |
| 155     | Tadjikistan                        | 1,94 | 0,00                          | 2,21                    | 2,22                 | 4,38             | 0,88             | Regim autoritar    |
| 156     | Guineea Ecuatorială                | 1,92 | 0,00                          | 0,43                    | 3,33                 | 4,38             | 1,47             | Regim autoritar    |
| 157     | Libia                              | 1,78 | 0,00                          | 0,00                    | 2,78                 | 3,75             | 2,35             | Regim autoritar    |
| 158     | Sudan                              | 1,76 | 0,00                          | 0,07                    | 2,22                 | 5,63             | 0,88             | Regim autoritar    |
| 159     | Laos                               | 1,71 | 0,00                          | 2,86                    | 1,67                 | 3,75             | 0,29             | Regim autoritar    |
| 160     | Republica Democrată Congo          | 1,68 | 1,17                          | 0,43                    | 2,78                 | 3,13             | 0,88             | Regim autoritar    |
| 161     | Ciad                               | 1,67 | 0,00                          | 0,00                    | 2,22                 | 3,75             | 2,35             | Regim autoritar    |
| 162     | Turkmenistan                       | 1,66 | 0,00                          | 0,79                    | 2,22                 | 5,00             | 0,29             | Regim autoritar    |
| 163     | Siria                              | 1,43 | 0,00                          | 0,00                    | 2,78                 | 4,38             | 0,00             | Regim autoritar    |
| 164     | Republica Centrafricană            | 1,18 | 0,00                          | 0,00                    | 1,67                 | 1,88             | 2,35             | Regim autoritar    |
| 165     | Coreea de Nord                     | 1,08 | 0,00                          | 2,50                    | 1,67                 | 1,25             | 0,00             | Regim autoritar    |
| 166     | Myanmar                            | 0,85 | 0,00                          | 0,00                    | 1,11                 | 3,13             | 0,00             | Regim autoritar    |
| 167     | Afganistan                         | 0,26 | 0,00                          | 0,07                    | 0,00                 | 1,25             | 0,00             | Regim autoritar    |
| Poziție | Țară                               | Scor | Proces electoral și pluralism | Funcționarea guvernului | Participare politică | Cultură politică | Libertăți civile | Categorie          |